# Торолд
 Торолд (англ. Thorold) — містечко (83 км²) в провінції Онтаріо у Канаді в регіоні Ніагари.
Містечко налічує 18 244 мешканців (2001) (219,6/км²).
Містечко — частина промислового району, прозваного «Золотою підковою».
Відомим об'єктом міста є Торолдський підводний тунель для автомобільного руху — найдовший в Канаді.

## Відомі особистості
В поселенні народився:
- Беп Гвідолін (1925—2008) — канадський хокеїст, тренер з хокею.

## Особливості
- «Золота підкова»